# Nikolaïeten
De nikolaïeten worden in de Openbaring van Johannes 2:6 en 2:15 genoemd als een beweging waarvan de leer de gemeenten van Efeze en Pergamum bedreigde. Ze kenmerkte zich onder andere door een bandeloos leven en eten van offervlees.

## Herkomst van de naam
Ireneüs van Lyon (140-202) suggereerde dat de diaken Nikolaüs uit Handelingen 6:5 de stichter van deze groep was, maar had geen ander argument dan de overeenkomst qua naam. Hippolytus van Rome (170-235) volgde Ireneüs hierin. Clemens van Alexandrië (overl. 215) stelde deze bewering als een kwaadwillige verdraaiing van op zich onschadelijke woorden voor. Brox denkt dat de groep zich zo noemde, omdat zij Nikolaüs als apostel beschouwden.
In 1712 wees Christoph August Heumann op de etymologische overeenkomst tussen Balaäm uit Openbaring 2:14 (Bileam), bal‘a ‘amm, "hij heeft het volk verslonden" en Nikolaüs, νικᾁ λάον, "hij overwint het volk". Janzon brengt de naam in verband met de Hebreeuwse stam nkl, "met slimheid bedriegen" in Numeri 25:18.
Een andere interpretatie van Nikolaüs, νικᾁ λάον is dat deze twee Griekse woorden "heerser" en "volk" kunnen betekenen. De nikolaïeten zouden zichzelf zien als leiders binnen de christelijke beweging, wat uitmondde in de "bovenlaag" van geestelijken. Hun leer zou naast het bovengenoemde ook inhouden dat er binnen het christendom een tweedeling ontstond in geestelijkheid en leken.

## Kenmerken
Over de precieze inhoud van de leer en rite van deze nikolaïeten zegt het Nieuwe Testament niets. De gemeente in Pergamum werd verweten dat sommige leden aan de leer van de nikolaïeten vasthielden, zoals anderen aan de leer van Bileam vasthielden, die Balak een val liet opzetten voor de Israëlieten, "waardoor ze heidens offervlees zouden gaan eten en ontucht zouden plegen" (Openbaring 2:14-15). Hoewel deze constructie niet hoeft in te houden dat dit ook de (valse) leer was van de nikolaïeten, wordt hun geloofsafval sinds de kerkvaders hiermee gelijkgesteld.
Uit de tekst in Openbaring wordt ook niet duidelijk of het hier gaat over bevriende heidenen of andersdenkende, sektarische christenen. Het verbod op ontucht in de wet van Mozes werd zonder twijfel overgenomen in het christendom (Matteüs 5:27-28), maar het eten van (heidens) offervlees was duidelijk een twistpunt in de vroege kerk, zoals blijkt uit 1 Korintiërs 8. Uit dit betoog blijkt dat Paulus het standpunt innam dat er geen bezwaar is tegen het eten van offervlees, behalve als het een andere christen tot struikelen zou brengen. Dit standpunt is strijdig met de weergave van het concilie van Jeruzalem in Handelingen, die zegt dat de uitkomst van het concilie was dat ook heidenchristenen zich moesten onthouden van spijzen die aan afgoden waren geofferd (Handelingen 15:23-29). Om die reden wordt meestal aangenomen dat het hier gaat om een discussie binnen de christengemeenschap, waarbij de nikolaïeten een standpunt innamen dat in strijd was met die van het concilie van Jeruzalem, mogelijk het standpunt van Paulus. Emmanuel Carrère vermoedt dat met nikolaïeten de aanhangers van Paulus werden aangeduid, die volgens de auteur van de Openbaring met hun leer de groeiende christenbeweging in het verderf zouden kunnen storten.
Volgens Ireneüs leidden de nikolaïeten een leven van ongeremd genot. Victorinus van Pettau (overleden in 303 of 304) zegt dat ze vlees van godenoffers aten. Eusebius van Caesarea (ca. 263-339?) zei dat de sekte van korte duur was. Epiphanius (ca. 320-403) heeft in zijn geschrift Panarion uitvoerig over de nikolaïeten geschreven en was onder meer van opvatting dat de latere borborieten door hen geïnspireerd waren. Thomas van Aquino (1225-1274) was van mening dat de nikolaïeten ofwel polygamie ofwel concubinaat hebben gesteund.

## Nicolaïsme
In de Middeleeuwen, met name ten tijde van de Gregoriaanse hervorming (11e-12e eeuw), werd de naam nikolaïeten door de voorstanders van het priestercelibaat toegepast op gehuwde of in concubinaat levende priesters (zie nicolaïsme).

## Verder lezen
- H. Kraft, Die Offenbarung des Johannes (Handbuch zum Neuen Testament, 16a), Tübingen, 1974, pp. 72ff.